# Évelyne Dhéliat
Évelyne Dhéliat est une présentatrice de télévision française née le 19 avril 1948 à Cologne (Allemagne).
Elle est d’abord speakerine et animatrice sur la première chaîne de l’ORTF devenue TF1. Elle est ensuite présentatrice de météo française de TF1 et LCI depuis 1991. Elle est détentrice d'un contrat de travail à durée indéterminée depuis plus d'un demi-siècle avec le même employeur.

## Biographie

### Formation et carrière
Son père, originaire de Bordeaux, est directeur commercial et sa mère, allemande, tient une parfumerie. Fille unique, elle passe toute son enfance dans le 15e arrondissement de Paris.
Entre 1969 et 1970, elle étudie l'anglais au campus Censier de l'université de Paris.

Évelyne Dhéliat a débuté à l'époque de l'ORTF (logo).

Évelyne Dhéliat commence sa carrière à l'ORTF le 23 octobre 1968, date à partir de laquelle elle présente les programmes éducatifs. Le 15 mars 1969, elle devient télé-speakerine et présente les programmes de la soirée. La même année, elle apparaît lors de l'émission Chansons et champions, présentée par Guy Lux.

### Animation d'émissions
Elle est, en parallèle, présentatrice sur la première chaîne devenue TF1 en janvier 1975. Elle anime tout d'abord À la bonne heure.
En mars 1980, sur TF1, elle anime les deux demi-finales puis la finale de la présélection française pour le Concours Eurovision de la chanson (le groupe Profil est choisi par les téléspectateurs). Le 19 avril 1980, au Concours Eurovision de la chanson à La Haye aux Pays-Bas, elle annonce, au nom de la délégation française, le passage sur scène du groupe Profil représentant la France avec la chanson Hé, hé m'sieurs dames (en plus de la présentatrice de la soirée, Marlous Fluitsma, chaque pays a fait appel à un introducteur pour annoncer son ou ses candidats à cette édition).
À l'initiative de Christian Bernadac, elle coanime de 1982 à 1988 La Maison de TF1 avec Jean Lanzi, une émission consacrée à l'entretien de la maison et du jardin et au bricolage. Ils sont entourés des spécialistes Michel Galy, Cécile Ibane et Nicolas le Jardinier. Elle anime également Ravis de vous voir jusqu'en 1988.
En novembre 1985, elle obtient le 7 d'or de la meilleure speakerine. À la fin des années 1980 et au début des années 1990, elle anime une émission de consommation C'est bon à savoir et À vrai dire jusqu'en mai 1992.
Au début des années 2000, elle présente Le Grand Jeu de l'été (une pastille de cinq minutes consacré à un jeu par téléphone). Par la suite, le jeu est présenté par Nathalie Vincent. 
Son contrat à durée indéterminée (CDI) datant de septembre 1971, elle est selon la journaliste Léa Salamé, « le plus long CDI de la télévision française », fait confirmé par un site internet féminin. Elle déclare dans un magazine people français continuer sa présence sur la même chaine de télévision pour la 52e année.

### Présentation de la météo
Elle pose sa candidature pour la présentation de la météo de TF1 lors du départ de la chaîne du présentateur Michel Cardoze en 1991. Après avoir été retenue, elle s'entraîne à la présentation avec Alain Gillot-Pétré pendant le mois d'août 1991. Elle présente la météo de TF1 dès le 30 août 1991 après le journal de 13 h puis après le journal du 20 h de cette même journée.
En 2000, elle est nommée directrice du service météo de TF1. À partir du 1er mars 2009, elle dirige le service météo de LCI.
Elle est reconnue comme une référence de la météo à la télévision. Entre 1993 et 2003, elle reçoit cinq trophées dans des festivals internationaux.
On note en septembre 2008 la réintégration de la météo, qu'elle présente, sur le plateau du journal de 20 heures de Laurence Ferrari, mais cette séquence est ensuite abandonnée. En décembre de la même année, le service météo de la chaîne lance les prévisions à sept jours.
En 2011, elle est élue présentatrice météo préférée des Français.
En septembre 2012, Évelyne Dhéliat fait son retour à la présentation de la météo après de longs mois d'absence. Dans un communiqué publié par TF1, elle annonce avoir subi une opération chirurgicale « comme cela arrive à des milliers de femmes », nécessitant une longue période de repos et un traitement. Des rumeurs concernant le port d'une éventuelle perruque fusent alors. Le 27 mai 2013, elle apparaît avec une nouvelle coiffure.
Le 17 décembre 2012, TF1 lance la « météo tactile », une première en France,. Évelyne Dhéliat inaugure le procédé et, à cette occasion, le présente dans une vidéo.
Au 1er janvier 2017, elle se retrouve aux commandes de la météo en tandem avec Louis Bodin, à la suite du départ de Catherine Laborde. Depuis début mars 2017, Évelyne Dhéliat présente la météo à nouveau du lundi au jeudi, en alternance le week-end avec Louis Bodin et Tatiana Silva (qui a succédé à Catherine Laborde).

### Apparitions télévisées
Le 28 juin 2013, elle fait une apparition dans le prime-time Nos chers voisins fêtent l'été sur TF1, dans lequel elle joue la mère d'Alexandre Volange (Alex), joué par Jean-Baptiste Shelmerdine.
Évelyne Dhéliat participe régulièrement à l'émission Le Grand Concours des animateurs. Lors de l'émission du 21 septembre 2013, elle est allée en finale.
Le 31 janvier 2014, elle participe à Qui veut gagner des millions ? sur TF1 en duo avec Gilles Bouleau.

### Vie privée
Évelyne Dhéliat se marie le 15 avril 1966, avec Philippe Maraninchi (1937-2017).
Elle a une fille avocate, Olivia, née en 1967, et révèle en 2013 être grand-mère de deux petits-enfants.

## Distinctions

### Décorations
- Chevalière de l'ordre national du Mérite 2004[18]. Officière de l'ordre national du Mérite (le mardi 27 mai 2025)
- Chevalière de la Légion d'honneur (2016)[19]

### Récompenses
- 7 d'or de la meilleure speakerine en 1984[20]
- Prix Orange en 1985[21]
- Prix de la meilleure présentation météorologique en 1994[21]
- Prix des scientifiques au festival d’Issy-les-Moulineaux en 1993[20]
- Trophée du festival international de la météo à Québec en 1998[20]
- Trophée du festival international de la météo à Montréal en 2000[20]
- Prix des scientifiques au festival de Zagreb en 2003[20]

## Filmographie

### Cinéma
- 1966 : Les Treize Fiancées de Fu Manchu, film de Don Sharp : la fiancée française
- 1982 : Josepha, film de Christopher Frank : elle-même
- 2013 : Le Grand Méchant Loup, film de Nicolas Charlet et Bruno Lavaine : elle-même, présentant la météo

### Séries télévisées
- 1977 : Désiré Lafarge, épisode Désiré Lafarge et les rois du désert : la dame de la télévision
- 1987 : Pas de pitié pour les croissants, épisode Les croissants de la Saint Valentin : elle-même
- 2013 : Nos chers voisins - prime-time fêtent l'été : la mère d'Alex

## Émissions de télévision

### Présentatrice
- 1975-1992 :  speakerine sur TF1
- 1980 : Concours Eurovision de la chanson (demi-finales et finales française puis introductrice lors du show européen) (TF1)
- 1982-1988 : La Maison de TF1 coprésentée avec Jean Lanzi (TF1)
- 1986-1988 : Ravis de vous voir (TF1)
- 1989-1990 :  C'est bon à savoir (TF1)
- 1989-1990 : À vrai dire (TF1)
- Depuis 1991 : Météo (TF1 et LCI)
- 1992-1993 : Télévitrine (TF1)
- 1999 : 5 millions pour l'an 2000 (TF1), avec Jean-Pierre Foucault et Catherine Laborde
- 1999 : coprésente avec Christophe Dechavanne, Jean-Claude Narcy, Jean-Pierre Pernaut et Valérie Bénaïm l'émission Millénium pour l'an 2000 (TF1)
- 2000 : Le Grand Jeu de l'été (TF1)
- 2001 : La France et ses régions coprésenté avec Jean-Pierre Pernaut (TF1)

### Participante / candidate
- 1991 : Le cadeau de Noël (TF1) : participante
- 2003-2016 : Le Grand Concours des animateurs sur TF1 : candidate
- 2004 : Zone rouge (TF1) : candidate

## Publications
Évelyne Dhéliat a écrit en 2007, sur le thème de l'écologie, un ouvrage titré C'est bon pour la planète (aux éditions Calmann-Lévy). Elle a aussi préfacé le livre sur la forme et le bien-être Ma gym'visage : plus jeune, plus jolie, plus longtemps de M.-J. Saffon (aux éditions Mengès, publié en 1986).

## Activité sportive
- 1984 : Participation au rallye Dakar en tant que copilote de Mariane Hoepfner sur Fiat Panda 4x4[22],[23].